# Codlea
Codlea (del húngaro: Feketehalom) es una ciudad de Rumania en el distrito de Brașov.

## Geografía
Se encuentra a una altitud de 557 m s. n. m. a 181 km de la capital, Bucarest.

## Demografía
Según estimación 2012 contaba con una población de  habitantes.
| 1948 | 1956  | 1966   | 1977   | 1992   | 2002   | 2012 |
| s/d  | 9 309 | 13 075 | 22 449 | 24 547 | 24 286 |      |